# 1903 en arts plastiques
| Années des arts plastiques : 1900 - 1901 - 1902 - 1903 - 1904 - 1905 - 1906    |
| Décennies des arts plastiques : 1870 - 1880 - 1890 - 1900 - 1910 - 1920 - 1930 |

Cette page concerne l'année 1903 en arts plastiques.

## Événements
- 5 septembre - 2 novembre : ouverture du Salon de Bruxelles de 1903[1].
- 15 octobre : Création à Bruxelles du cercle artistique Doe Stil Voort.
- 31 octobre : Création du Salon d'automne au Petit Palais (Paris), à l'initiative du critique d'art belge Frantz Jourdain, et réunissant des architectes comme Guimard et des peintres comme Vallotton et Vuillard.

## Œuvres
- Vue de la gare du Luxembourg à Bruxelles, huile sur toile de Henry Ottmann.
- Quelle liberté ! d'Ilia Répine
- La Grande Image de Tom Roberts
- Psyché ouvrant la boîte dorée de John William Waterhouse.

## Naissances
- 2 janvier : Antoine Chartres, peintre français († 29 juin 1968),
- 8 janvier : Gueorgui Nisski, peintre russe puis soviétique († 18 juin 1987),
- 10 janvier : Barbara Hepworth, sculpteur britannique († 20 mai 1975),
- 13 janvier : Auguste Denis-Brunaud, peintre français († 1985),
- 14 janvier : Maurice Félicien Jules Paul Blanchard, peintre français († 31 décembre 1969),
- 17 janvier : René Le Forestier, peintre français († 4 septembre 1972),
- 21 janvier : Émile Savitry, peintre et photographe français († 30 octobre 1967),
- 29 janvier : Edmond Chauvet, peintre et illustrateur français († 20 décembre 1968),
- 6 février : Egon von Vietinghoff, peintre suisse, auteur de livres spécialisés et philosophe de la peinture († 14 octobre 1994),
- 8 février : Julie van der Veen, peintre néerlandaise († 10 janvier 1997),
- 10 février : Antonio García y Bellido, archéologue et historien de l'art espagnol († 26 septembre 1972),
- 11 février : André Tondu, peintre français († 26 mai 1980),
- 21 février : Juan Navarro Ramón, peintre espagnol († 6 juin 1989),
- 24 février : Abram Topor, peintre français d'origine polonaise († 9 octobre 1992),
- 8 mars : Robert Wehrlin, peintre et graveur suisse († 29 février 1964),
- 23 mars : Ezio Sclavi, joueur et entraîneur de football italien, reconvertit par la suite en tant que peintre († 31 août 1968),
- 5 avril : Thomas Pitfield, compositeur, poète, artiste, graveur, calligraphe, artisan, ébéniste et enseignant britannique († 11 novembre 1999),
- 8 avril :
  - André Margat, peintre, illustrateur, dessinateur, graveur, laqueur et sculpteur français († 10 février 1997),
  - Sylvain Vigny, peintre français († 4 février 1970),
- 18 avril :
  - Simone d'Avène, dessinatrice et peintre française († 27 décembre 1996),
  - Antoine Irisse, peintre français de l’École de Paris († 10 janvier 1957),
- 24 avril : Bertrand Mogniat-Duclos, peintre, dessinateur et illustrateur français († 2 janvier 1987),
- 25 avril : Paul Martig, peintre suisse († 19 janvier 1962)
- 1er mai :
  - Simone Colombier, peintre française († 1er mars 1984),
  - Marc Saint-Saëns, peintre, cartonnier de tapisserie et graveur français († 16 décembre 1979),
- 3 mai : Alexandre Garbell, peintre français de l'École de Paris († 31 décembre 1970),
- 7 mai : Gianfilippo Usellini, peintre et graveur italien († 21 août 1971),
- 15 mai : Louis Bénisti, peintre et sculpteur français († 1er mai 1995),
- 23 mai : Pierre Noël, peintre et illustrateur français († 29 octobre 1981),
- 3 juin : Aart Glansdorp, peintre, dessinateur et maître de conférences néerlandais († 15 mars 1989),
- 14 juin : Jean Albert Grand-Carteret, peintre français († 1954),
- 15 juin : Victor Brauner, peintre français d'origine roumaine († 12 mars 1966),
- 16 juin : Aurèle Barraud, peintre et graveur suisse († 7 décembre 1969),
- 25 juin : Albert Brenet, peintre, affichiste et illustrateur français († juillet 2005),
- 3 juillet : Vasyl Khmeluk, peintre et poète ukrainien et français († 2 novembre 1986),
- 13 juillet : Georges Delplanque, peintre français († 1999),
- 16 juillet : Max Douguet, officier de marine, explorateur et peintre français († 18 août 1989),
- 20 juillet : Lucienne Leroux, peintre française († 19 octobre 1981),
- 25 juillet : Ryōhei Koiso, peintre japonais († 16 décembre 1988),
- 29 juillet : Paul Coze, peintre, illustrateur, ethnologue et écrivain français († 2 décembre 1974),
- 12 août : Walter Bodmer, peintre et sculpteur suisse († 3 juin 1973),
- 18 août : Nikola Martinoski, peintre expressionniste macédonien († 7 février 1973),
- 19 août : José Palmeiro, peintre espagnol († 15 mars 1984),
- 24 août : Graham Sutherland, artiste britannique († 17 février 1980),
- 26 août : Vladimir Naïditch, peintre français de l'École de Paris († 27 novembre 1980),
- 31 août : César Moro, poète et peintre surréaliste péruvien († 10 janvier 1956),
- 1er septembre : Dezső Ákos Hamza, réalisateur et peintre hongrois († 16 mars 1993),
- 5 septembre : Shikō Munakata, peintre japonais († 13 septembre 1975),
- 25 septembre :
  - Roger Chapelet, peintre de marine et affichiste français († 30 juin 1995),
  - Mark Rothko (Marcus Rothkowitz), peintre américain né à Dvinsk, aujourd'hui Daugavpils (Lettonie) († 25 février 1970),
- 12 octobre : Serge Brignoni, peintre et sculpteur suisse († 6 janvier 2002),
- 19 octobre :
  - Louis Charrat, peintre français († 12 août 1971),
  - Dairine Vanston, peintre paysagiste irlandaise († 12 juillet 1988),
- 28 octobre : Antonio Calderara, peintre italien (+ 27 juin 1978),
- 2 novembre :
  - Pierre Rousseau, illustrateur et peintre français († 3 mars 1991),
  - Lois White, peintre néo-zélandaise († 13 septembre 1984),
- 6 novembre : François Diana, peintre français (+ 16 mai 1993),
- 10 novembre : Odette Pauvert, peintre et illustratrice française († 26 mai 1966),
- 22 novembre : Marinette Mathieu, peintre et plasticienne française († 21 février 2002),
- 9 décembre :
  - Pierre Pelloux, peintre français († 26 octobre 1975),
  - Youri Pimenov, peintre russe puis soviétique († 6 septembre 1977),
- 10 décembre :
  - Emilio Giuseppe Dossena, peintre italien († 23 mars 1987),
  - Daniel Octobre, peintre, graveur, émailleur et céramiste français († 19 avril 1995),
- 31 décembre : René Dulieu, peintre français († 30 juillet 1992),
- ? :
  - Charles-Robert Bellenfant, peintre et illustrateur français († 1982),
  - Vincenzo Bianchini, écrivain, poète, sculpteur, philosophe et médecin italien († 2000),
  - Étienne Blandin, peintre français († 10 novembre 1991),
  - Marcelle Brunswig, peintre figurative postimpressionniste française († 14 mai 1987),
  - Gendün Chöphel, moine, érudit, poète et peintre tibétain († 12 octobre 1951),
  - Abolhassan Etessami, architecte, calligraphe, écrivain et peintre iranien († 1978),
  - Claude Foreau, peintre français († 1973),
  - Jules Lellouche, peintre tunisien († 23 novembre 1963),
  - Leone Tommasi, peintre et sculpteur italien († 1965),
- 1902 ou 1903 :
- Hédi Turki, peintre tunisien († 1er mars 1969),
- 1903 ou 1908 :
- Giuseppe Migneco, peintre italien († 28 février 1997).

## Décès
- 5 janvier : Eleuterio Pagliano, patriote et peintre italien (° 2 mai 1826),
- 6 janvier : Antoine Van Hammée, peintre belge (° 25 mars 1836),
- 15 janvier : Édouard Dammouse, peintre et céramiste français (° 28 octobre 1850),
- 19 janvier : Cesare Sighinolfi, peintre et sculpteur italien (° 1833),
- 24 janvier : Adrien Tournachon, photographe, peintre et dessinateur français (° 25 août 1825),
- 31 janvier : Giovanni Costa, peintre italien (° 15 octobre 1826),
- 23 février :
  - Marguerite Arosa, peintre française (° 1854),
  - Pierre-Victorien Lottin, archéologue et peintre orientaliste français (° 19 septembre 1810),
- 14 mars : Johan Hendrik Weissenbruch, peintre néerlandais (° 30 novembre 1824),
- 6 avril : Jean Alfred Marioton, peintre français (° 3 septembre 1863),
- 17 avril : Louis Frédéric Schützenberger, peintre français (° 8 septembre 1825),
- 19 avril : Hellewi Kullman, peintre suédoise (° 24 janvier 1861),
- 21 avril : Charles-Étienne Corpet, peintre français (° 6 octobre 1831),
- 22 avril : Alfred-Louis Martin, peintre et graveur français (° 15 juillet 1839),
- 27 avril : Leonardo Fea, explorateur, zoologiste et peintre italien (° 24 juillet 1852),
- 9 mai : Paul Gauguin, peintre français, aux Îles Marquises (° 7 juin 1848),
- 14 mai : Cesare Bartolena, peintre italien (° 27 mai 1830),
- 19 mai : Paul-Constant Soyer, peintre  de paysage, de genre et graveur français (° 24 février 1823),
- 14 juin : Victor-Marie Roussin, peintre français (º 3 mars 1812),
- 7 juillet : Amand Laroche, peintre français (° 23 octobre 1826),
- 10 juillet : Paul Jamin, peintre français (° 9 février 1853),
- 17 juillet : James Abbott McNeill Whistler, peintre américain (° 11 juillet 1834),
- 30 juillet : Louis-Augustin Auguin, peintre français (° 29 mai 1824),
- 23 août : Paul Gabriël, peintre, dessinateur et graveur néerlandais († 5 juillet 1828),
- 11 septembre : Antonio Rotta, peintre talien (° 28 février 1828),
- 16 septembre : Paul Martin, aquarelliste français (° 16 août 1830),
- 7 octobre : Jacques Baseilhac, peintre et graveur français (° 9 février 1873),
- 16 octobre : Jules Richomme, peintre de paysage, de genre et d'histoire français (° 9 septembre 1818),
- 13 novembre : Camille Pissarro, peintre impressionniste puis néo-impressionniste français (° 10 juillet 1830),
- 25 novembre : Joseph Stallaert, peintre belge (° 19 mars 1825),
- 5 décembre : Robert Beyschlag, peintre allemand (° 1er juillet 1838),
- 28 décembre : Mason Jackson, graveur britannique (° 25 mai 1819),
- 30 décembre : Armand Seguin, peintre, graveur et illustrateur français (° 15 avril 1869),
- Date précise inconnue :
  - Gianfrancesco Nardi, photographe et peintre italien (° 1833).